# Miles Franklin Award
Miles Franklin Literary Award este un premiu literar anual ce se acordă celor mai buni scriitori australieni. 